# Araneus mossambicanus
Araneus mossambicanus är en spindelart som först beskrevs av Pietro Pavesi 1881.  Araneus mossambicanus ingår i släktet Araneus och familjen hjulspindlar.
Artens utbredningsområde är Moçambique. Inga underarter finns listade i Catalogue of Life.